# Golfech
Golfech é uma comuna francesa na região administrativa de Occitânia, no departamento de Tarn-et-Garonne. Estende-se por uma área de 9,72 km². Em 2010 a comuna tinha 1 035 habitantes (densidade: 106,5 hab./km²).